# Conops tomentosus
Conops tomentosus är en tvåvingeart som beskrevs av Krober 1916. Conops tomentosus ingår i släktet Conops och familjen stekelflugor. Inga underarter finns listade i Catalogue of Life.